# Нехай буде так (фільм)
«Нехай буде так» (англ. Let It Be) — британський документальний фільм про гурт «Бітлз». Стрічку зняли 1969 року, а вийшла на екрани 1970 року. У фільмі розповідається про запис альбому Let It Be. 1970 року здобув премію «Оскар» за найкращий саундтрек до фільму.

## Сюжет
Альбом з робочою назвою «Get Back» записувався гуртом Бітлз у Twickenham Film Studios з 2 по 14 січня та у студії Apple Records з 21 по 31 січня 1969 року.

### Робочі моменти створення та обробки пісень у студії
Протягом січня 1969 року музиканти записали понад сто пісень. Оператори відзняли моменти роботи та репетицій гурту у студіях Twickenham Film та Apple Records, де їм допомагав піаніст Біллі Престон.

### Концерт на даху Apple Records
Офіційна публічна презентація альбому у Раундхауз-Холлі у Лондоні була скасована з невідомих причин. Тоді гурт все-таки наважився на безплатну презентацію альбому.
30 січня музиканти залізли на дах своєї студії звукозапису за адресою Sallive Row, 3 та дали концерт для друзів та сусідів з найближчих будинків. Знімання вели без професійної підготовки звуку, світла, декорацій та були здебільше схожі на аматорське знімання.
Звуки музики прикували увагу не тільки сусідів та перехожих, але і поліції. Концерт на даху був зірваний її втручанням. Зроблений запис концерту ще довго розповсюджувався серед прихильників «ліверпульської четвірки».
Проєкт «Get Back» вийшов у світ вже в 1970 році під назвою «Let It Be» і став завершальним акордом спільної творчості Beatles.

## Пісні в кінофільмі

Кадр із фільму

| - Two of Us - Dig a Pony - Across the Universe - I Me Mine - Dig It - Let It Be - I've Got a Feeling - One After 909 - The Long and Winding Road - For You Blue | - Get Back - Octopus's Garden - Maxwell's Silver Hammer - Bésame Mucho - Don't Let Me Down - You've Really Got a Hold on Me - Medley: Kansas City/Hey, Hey, Hey, Hey - I Want You (She's So Heavy) - Love Me Do - Ain't She Sweet |

## Цікаві факти
На прем'єрі фільму жоден з «бітлів» не був присутній, оскільки гурту як такого вже не існувало.